# Sergei Sviatchenko
Sergei Sviatchenko (Сергей Святченко, Sergej Svjattjenko), född 1952 i Charkov (nu Charkiv), Ukrainska SSR, Sovjetunionen, är en ukrainsk konstnär bosatt i Danmark sedan 1990. Utbildad arkitekt och konstnär vid Charkivs akademi för konst och arkitektur, examen 1975. 1986 doktorerade han vid Kievs arkitektskola.
Sviatchenkos stil är en form av abstrakt expressionism, där motivet övermålas åtskilliga gånger. I hans landskapsbilder är djupet i målningen viktigare än motivet.
Konstnären utökar ständigt sitt verksamhetsområde genom att experimentera med olika medier och installationer. Hans favoritmedium är akrylmålning på duk, men han har också gjort installationer, videokonst, fotokonst och collage. Ofta har han använt sig av manipulation av foton genom att måla över pappersbilder. Collagen gjorde honom känd i Ukraina. Abstrakt konst var inte välsedd i Sovjetunionen, där skulle konsten ha en systembevarande funktion.[källa behövs]
Från mitten av sjuttiotalet arbetade han primärt med collage. Från mitten av åttiotalet arbetade han främst med måleri.
Inspiration till sin konst har Sviatchenko från bland annat surrealism och arkitektur. Michelangelo och Le Corbusiers förening av konst och arkitektur har varit en förebild för Sviatchenkos inblandning av arkitektur i konsten.
Konstnärens far, Jevgenij Sviatchenko, professor i arkitektur och konstnär, var hans största inspiratör. Han öppnade Sergeis ögon för rysk konst från före ryska revolutionen 1917, då främst den vita färgen var avgörande för ljus och rum i målningen.

## Fotnoter
1. 1 2  Den anerkendte kunstner Sergei Sviatchenko: Mødet med Danmark var som en forelskelse, Kristeligt Dagblad (på danska), 9 februari 2022, läs online .[källa från Wikidata]
2. ↑  Lyset og ophidselsen, Kristeligt Dagblad (på danska), 9 april 2002, läs online, läst: 8 oktober 2021 .[källa från Wikidata]
3. ↑  Sviatchenko, Sergei. Sergei Sviatchenko: Paintings & Others 1991-2006, Hovedland, 2006, s159
4. ↑  Sviatchenko, Sergei. Sergei Sviatchenko: Paintings & Others 1991-2006, Hovedland, 2006, s160